# Zonitis escherichi
Zonitis escherichi là một loài bọ cánh cứng trong họ Meloidae. Loài này được Semenov miêu tả khoa học năm 1893.